# ユークリッド・エージェンシー
株式会社ユークリッド・エージェンシー（euclid agency）は、東京都渋谷区恵比寿に本社を置く、日本の芸能事務所、レコード会社である。
徳間ジャパンコミュニケーションズ出身の「木村敏彦」が設立。

## 所属アーティスト

### アーティスト
- Zany Zap（EAZZ-）
  - ゴールデンボンバー（2008年 - ）
    - 鬼龍院翔
    - 極東ロマンス

  - ZOMBIE（2016年 - ）
  - YOSHIHIRO
  - SHIN (2017年 - )
- TAMULA（TMLA-）
  - ライチ☆光クラブ（2011年 - ）
  - machine（2007年 - 2012年）
- BAR
  - ryuga
  - 天才凡人（2016年 - ）
- BLOSSOM
  - 二宮愛
  - 姫神CRISIS
  - 鈴木マリア
- CRIMSON
  - HAGANE（2023年 - ）[1]

- OTHER
  - zz

### 俳優
- 正木郁
- すぎやまみやび
- 矢内井玲奈

### タレント
- ミッツ・マングローブ
- 山本舞衣子
- やまだひさし

## 過去所属者
- Zany Zap
  - SINCREA（2007年 - 2009年）
  - マネキン（2008年）
  - Anli Pollicino（2009年 - 2018年）活動終了
  - ギルド（2010年 - 2018年）
  - イガグリ千葉（2013年）
- PRIME CAST（EMPC-）
  - 刀剣男士 team三条 with加州清光（2016年）
  - 刀剣男士 team新撰組 with蜂須賀虎徹 （2017年）
- audio AVANT-GARDE（EMAG-）
  - THE SIXTH LIE（2016年 - 2018年）NBCユニバーサル・エンターテイメントジャパンよりメジャーデビュー
- Coast Line
  - ALEXXX
  - 平井大
- TAMULA（TMLA-）
  - IVAN（2007年）
  - HAKUEI（2016年）
  - The brow beat（2018年 - 2020年 ）ポニーキャニオンよりメジャーデビュー
- BLOSSOM（EMBL-）
  - matthews（2012年 - 2013年）
  - 森楓（2016年 - ）
  - Juliet（2016年 - 2018年）
- K-SHAPE（EMKS-）
  - ROK-KISS（2014年）
- BAR（BARE-）
  - Crack 6（2003年 - 2008年）
  - Crack Z（2005年 ）
  - nano（2006年4月‐8月 ）HAKUEIと千聖による期間限定ユニット
  - ラックライフ（2019年8月 - 2021年7月）

## グループ会社
- 株式会社ユークリッド・エージェンシー
- 株式会社ユークリッド・アーティスト
- 株式会社ユークリッド・クリエイティブ
- 株式会社ユークリッド・ピクチャーズ
- 株式会社ユークリッド・ミュージックエンターテイメント
- 株式会社ユークリッド・ミュージックパブリッシング
- 株式会社スクーデリア・ユークリッド
- 株式会社アルケミスト
- 株式会社メディアプラネット
- 株式会社クール・ジャパン
- 株式会社ドリームライン
- 株式会社コーストライン
- 株式会社プライムダイニング